# Farhiya Abdi
Farhiya Abdi (Brännkyrka, 31 maggio 1992) è una cestista svedese, professionista nella WNBA.

## Carriera
È stata selezionata dalle Los Angeles Sparks al secondo giro del Draft WNBA 2012 (13ª scelta assoluta).
Con la Svezia ha disputato i Campionati europei del 2019.